# 西洛锡安
西洛锡安郡（英語：West Lothian），英国苏格兰的32个一级行政区之一，是個具有濃厚歷史背景的縣城，位于首府爱丁堡西郊，面积約427平方（165平方英里），根據2013年統計，人口為176,140。地区行政中心位於利文斯顿，是蘇格蘭甲組球隊利文斯顿足球俱乐部的主場城市。

## 市鎮
| - 阿馬代爾 - 巴斯蓋特 | - 布萊克本 - 布洛克斯本 | - 林利斯哥 - 利文斯顿 | - 惠特本 |

## 地方議會政治組成
|  | 政黨     | 議員數目 |
|  | 工黨     | 16       |
|  | 民族党   | 15       |
|  | 保守黨   | 1        |
|  | 獨立人士 | 1        |

## 地標
- 比克雷格斯（英语：Beecraigs）郊野公園，佔地370公頃（910英畝）
- 黑暗城堡（英语：Blackness Castle），位於福斯河畔的要塞
- 肯帕普山（英语：Cairnpapple Hill），已有4千年歷史的古蹟
- 林利思哥宮，建於14世紀，蘇格蘭女王瑪麗一世出生地

## 圖片集

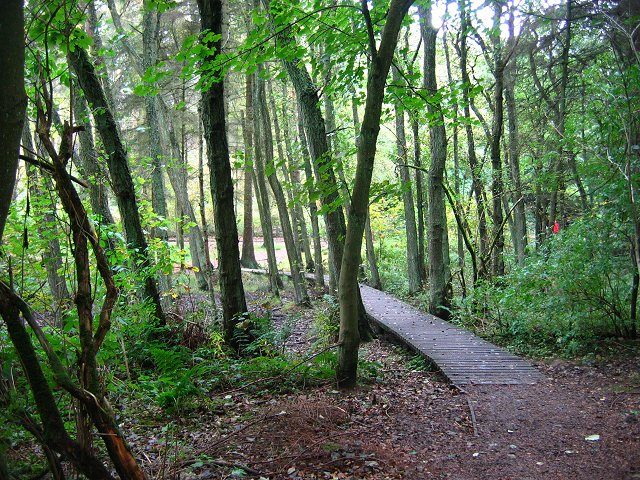
比克雷格斯郊野公園內的木製棧道
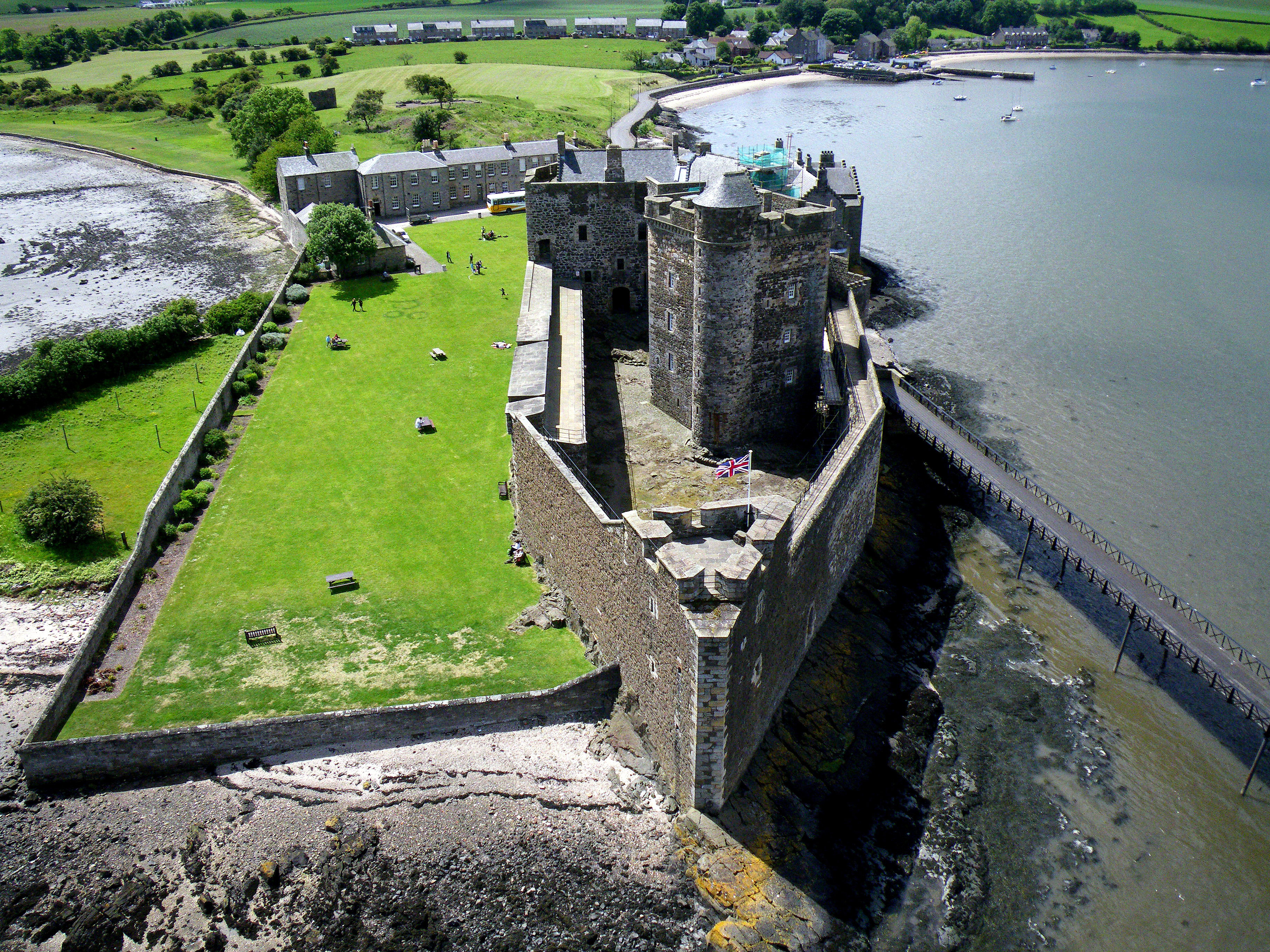
黑暗城堡
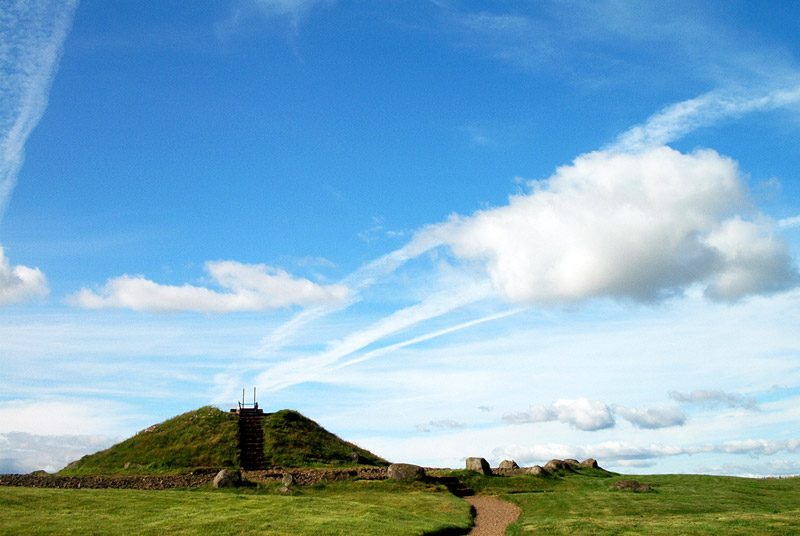
肯帕普山遺址
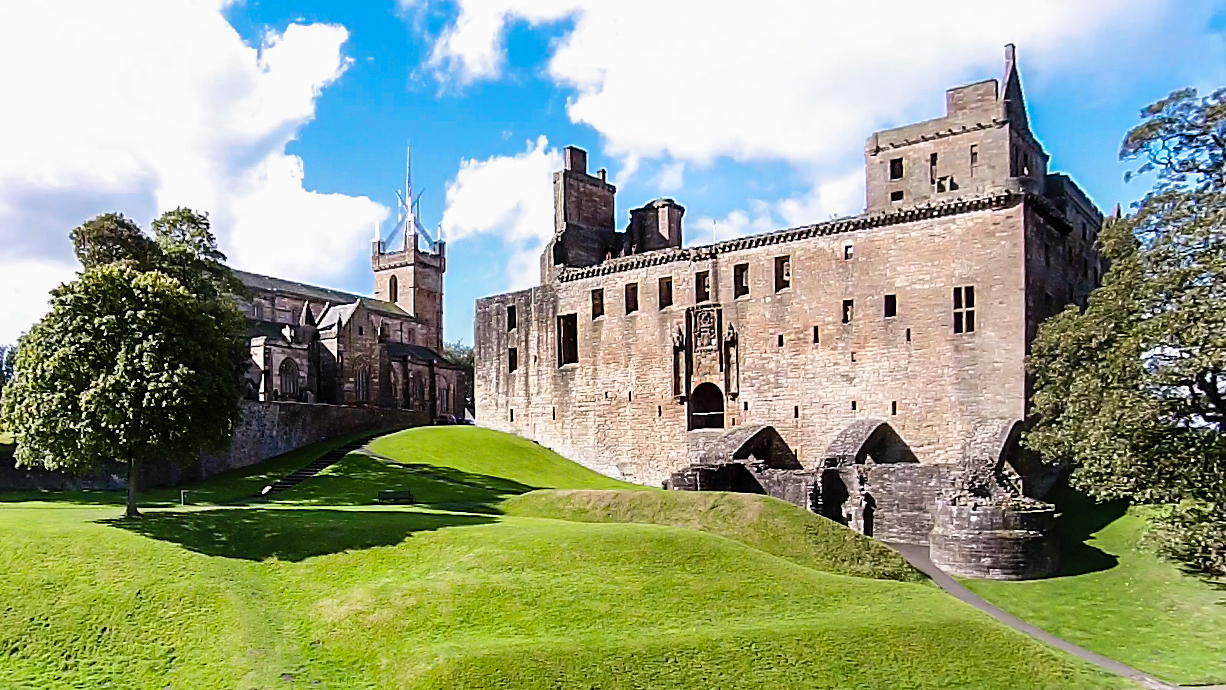
林利思哥宮東面的草坡
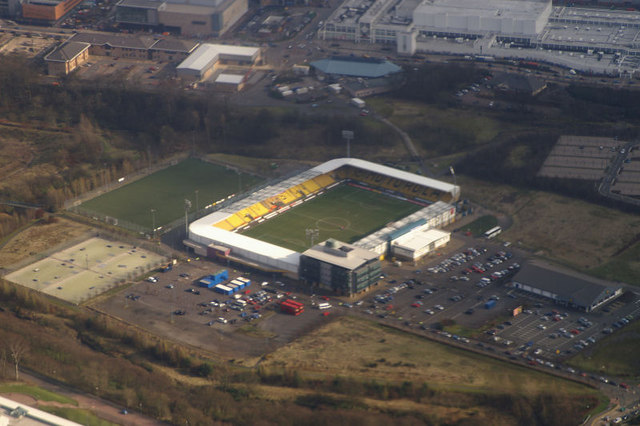
利文斯顿足球俱乐部的球場－Almondvale Stadium
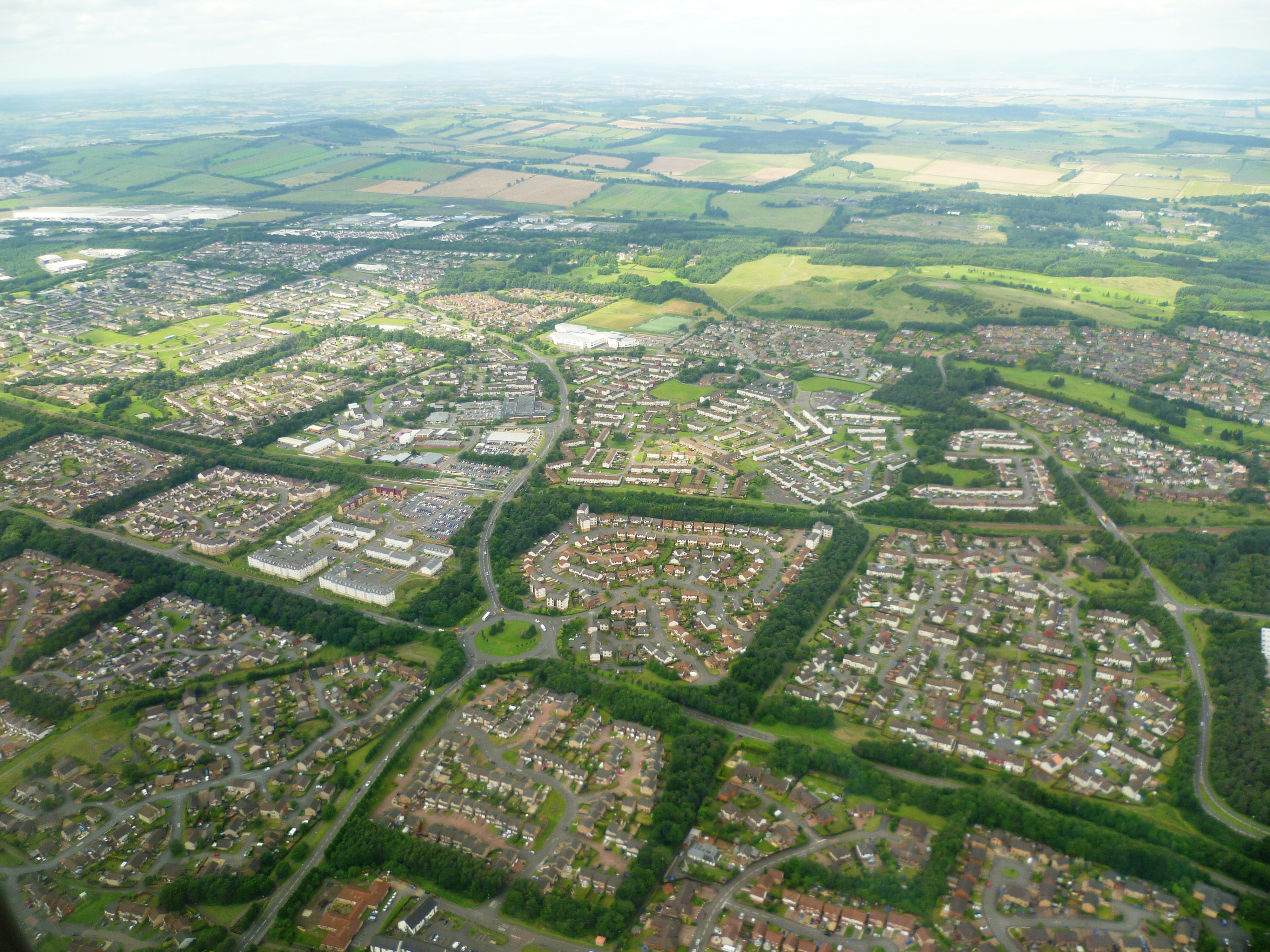
利文斯顿西北部市郊的航拍照片
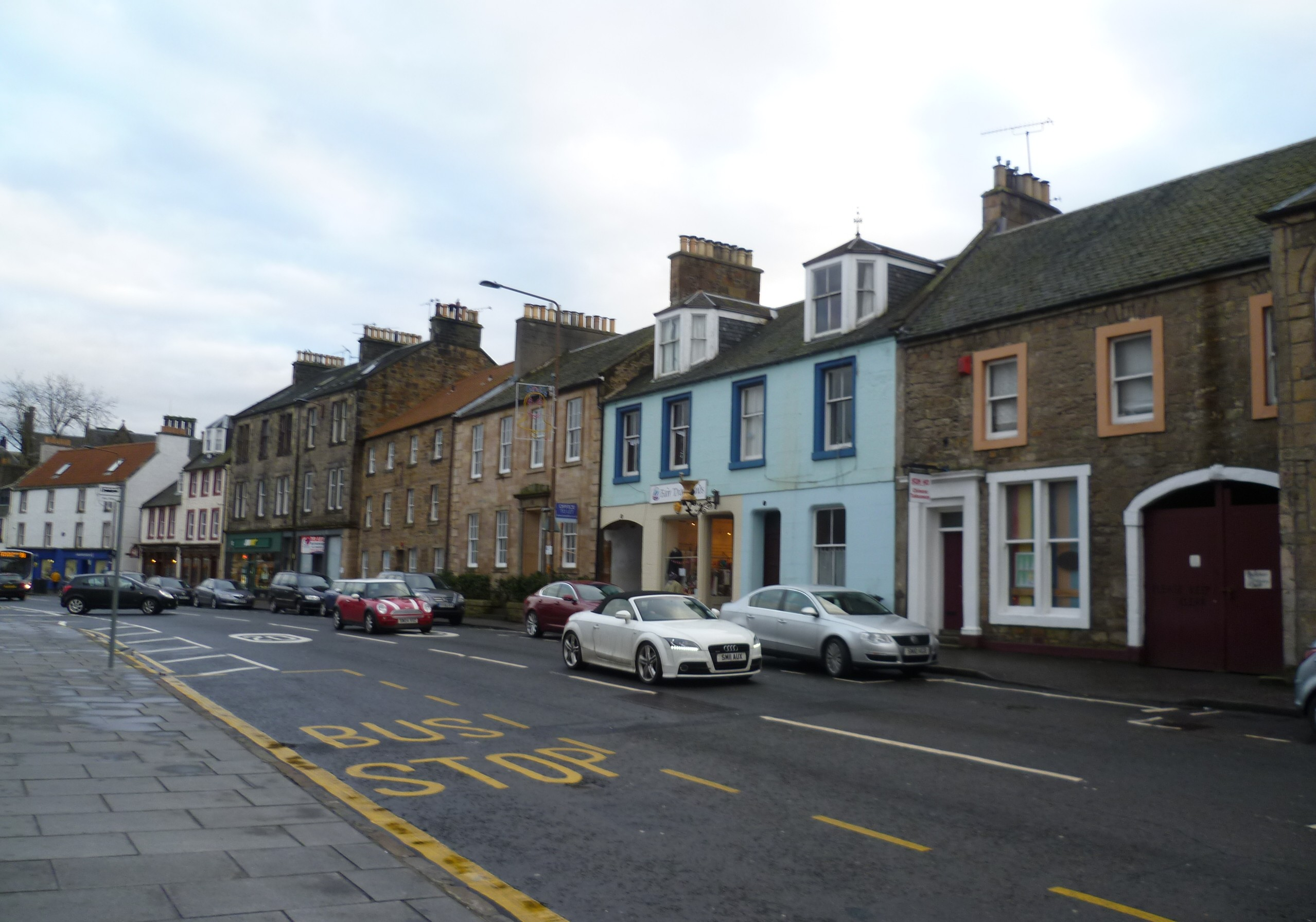
林利斯哥的市區

## 知名人物
- 伊恩·科洪（英语：Ian Colquhoun (author)），作者
- 萊昂·傑克遜，2007年英國版X音素冠軍
- 大衛·田納特，演員
- 蘇珊·博伊爾，因全英一叮成名
- 達里奧·弗朗奇蒂，賽車手
- 保羅·達·雷斯達，賽車手
- 亚历克斯·萨尔蒙德，蘇格蘭政治家和前首席部長

## 姊妹城市
- 格雷普韋恩，美國德克薩斯州
- 霍赫紹爾縣，德國北萊茵-威斯特法倫州

## 外部連結
- West Lothian Council（页面存档备份，存于） official government website
- 中的“西洛锡安”
- West Lothian Archaeology Group （页面存档备份，存于）
- West Lothian Family History Society （页面存档备份，存于）
- River Kids - West Lothian's Children's Charity （页面存档备份，存于）